# Kasteel Hoogenweerth
Kasteel Hoogenweerth, ook Huis De Hogenweert, is een kasteelachtig buitenhuis, gelegen op de rechteroever van de Maas ten westen van de buurt Heugem in de Nederlandse stad Maastricht.

## Geschiedenis
Het huis werd al vermeld in de 15e eeuw onder de naam Houweert. In de loop der eeuwen was het in bezit van een aantal burgemeesters- en schepenengeslachten: Van Buel, Prenten, Swaelen en Vaes. De eigenaren van het circa 10 bunder grote landgoed moesten van de opbrengst van het land jaarlijks 54 vaten rogge afstaan (of 208 gulden betalen) aan het klooster Beyart.
Het huidige kasteel is gebouwd door de Maastrichtse schepen en stadssecretaris Antonius Vaes (1543-1579). Hij liet de westvleugel van het kasteel vernieuwen in Maaslandse renaissancestijl. Zijn zoon Andreas Vaes, eveneens stadsklerk, erfde het huis en liet het renoveren en uitbreiden. Het middengedeelte kwam in het midden van de 18e eeuw tot stand in opdracht van Joannes Vaes. In 1785 liet de weduwe Vaes, geboren De Bounam de Ryckholt, het landgoed na aan haar nicht Maria de Selys de Fanson, die gehuwd was met R.C. van Cammingha.
In de 19e eeuw kwam het kasteel achtereenvolgens in bezit van de families Coenegracht, Straetmans en Regout. Marie Straetmans, gehuwd met Amedée Tielens, verkocht het kasteel in 1904 aan Petrus III Regout (1854-1928), die er met zijn vrouw Louisa Berger (1853-1932) en hun twee volwassen kinderen Bertha (1877-1969) en Pierre (1882-1967) ging wonen. Het kasteel werd fors uitgebreid in dezelfde stijl. Bertha trouwde in 1908 met Max von Scheibler en verhuisde naar Duitsland. Enkele jaren na de dood van haar man in 1935 keerde zij terug naar Nederland en bleef tot haar dood in 1969 bij haar ongehuwde broer Pierre op Hoogenweerth wonen.
Na de dood van Bertha verkochten de erfgenamen het landgoed in 1970 aan de provincie Limburg. Het landschap rondom het kasteel werd in deze periode sterk aangetast door zand- en grindwinning, waardoor in de omgeving enorme waterplassen ontstonden. Door de Maaskanalisatie verdween een stuk van het kasteelpark. De gebouwen raakten steeds verder in verval. In 1975 werd het kasteel vrijwel verwoest door een grote brand, maar de provincie Limburg liet het gebouw grondig restaureren, waarbij het interieur gemoderniseerd werd.
In 1992 werd het kasteel aangekocht door de zakenman Paes, die het opnieuw liet opknappen. In 2020 werd de exploitatie overgenomen door de Kerkraadse Van Melick Groep. Het kasteel is in gebruik als hotel-restaurant. De tien hotelsuites zijn gevestigd in de bijgebouwen ("koetshuis"). Het hoofdgebouw is te huur voor zakelijke bijeenkomsten, bruiloften en partijen. Het kasteel is een officiële huwelijkslocatie van de gemeente Maastricht.

## Beschrijving

### Exterieur

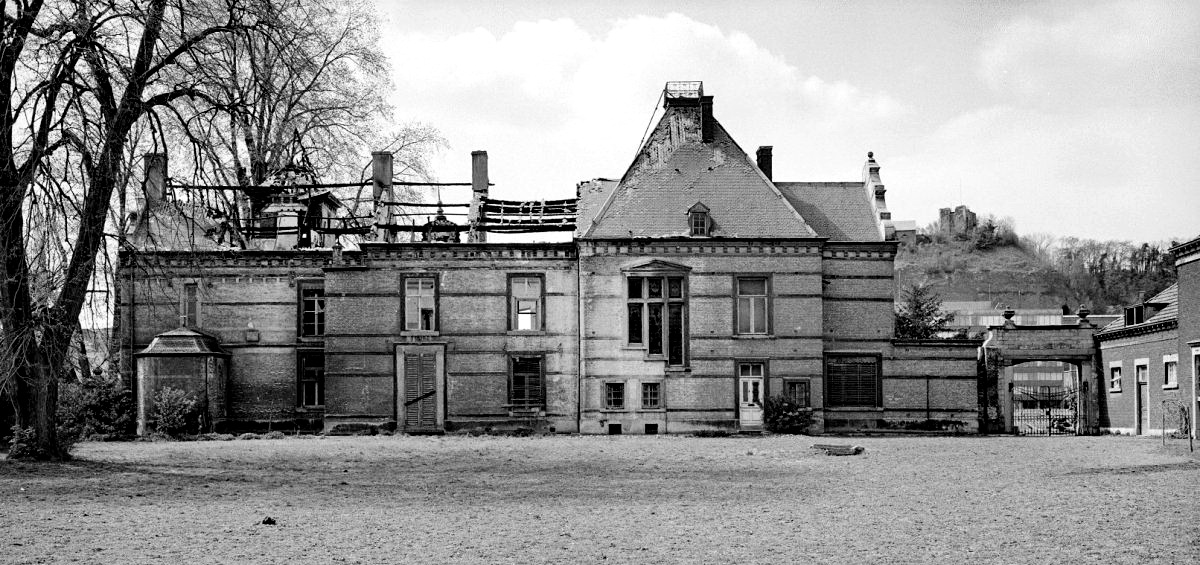
Oostgevel van het vervallen kasteel (1976). Links de kapel (uitbouw); rechts de poort, beide uit 1754

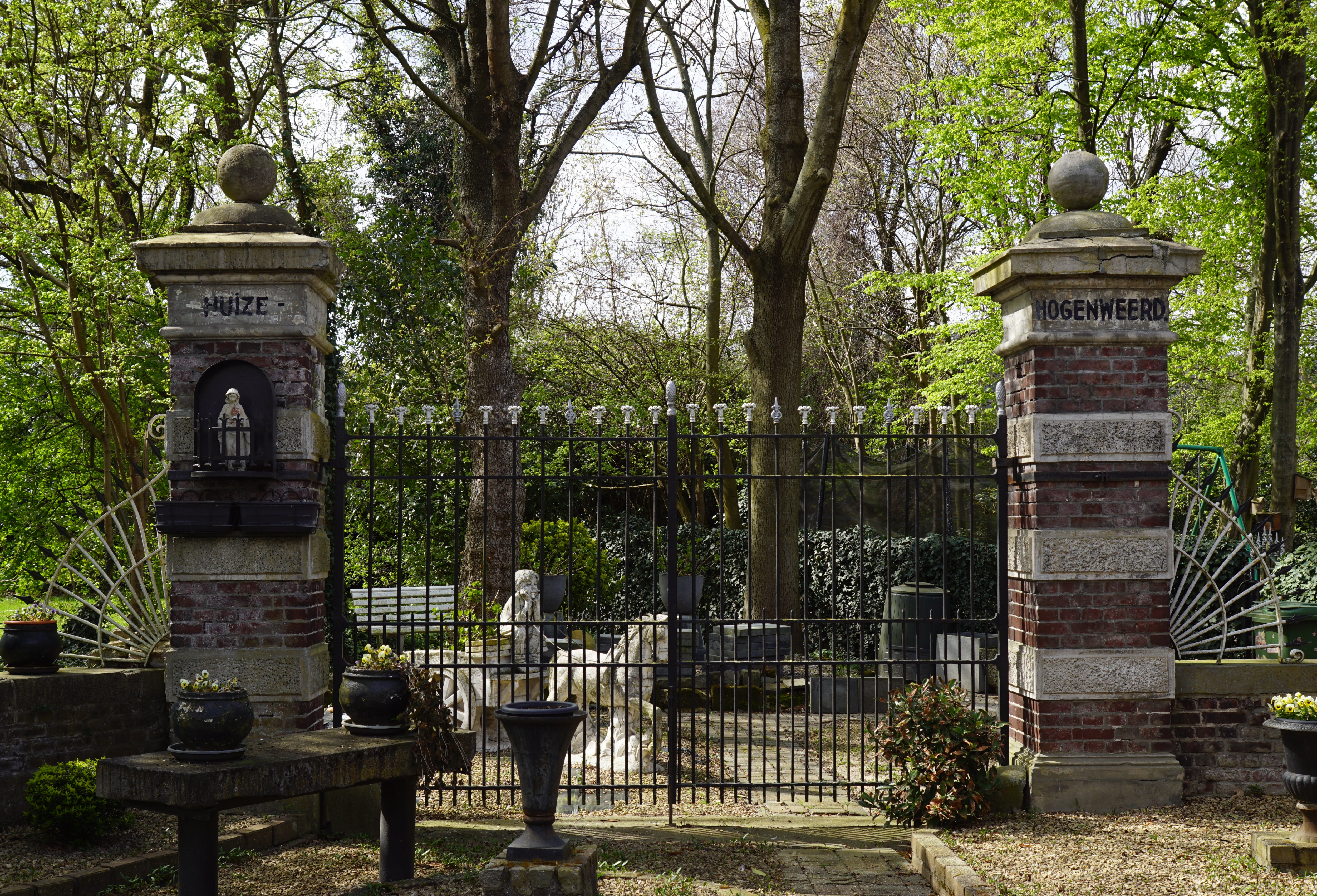
Pilaren van de toegangspoort van de oprijlaan naar het kasteel (begin 20e eeuw), nu gelegen aan de Oosterweg.

Het rechthoekige hoofdgebouw heeft in- en uitzwenkende topgevels en een vierkante traptoren met een ingesnoerde spits. De laat-17e-eeuwse zuidgevel, met banden van baksteen en Limburgse mergel, hoekblokken en een daklijst met consoles, is in de stijl van de Maaslandse renaissance. In 1754 is het huis door Andreas Vaes aan de noordzijde uitgebreid. Uit die tijd dateert waarschijnlijk ook de als een erker uitgebouwde kapel en de barokpoort. De poort is gedecoreerd met het alliantiewapen van de families Bemelmans en Bernard. In 1821 is het huis door de familie Coenegracht sterk verbouwd en uitgebreid, waarbij tevens delen van de westgevel werden gemoderniseerd. Het gebouw heeft daardoor tevens een aantal neorenaissance en neoclassicistische elementen. Sinds de laatste restauratie is het kasteel geel en grijs geschilderd.
Aan de noordzijde bevindt zich een langgerekt bijgebouw, tegenwoordig aangeduid als 'koetshuis'. Het uit de 19e eeuw daterende bouwwerk is in de kleur ossenbloed geschilderd. Aan de westzijde ligt een groot terras aan de Maas, aan de oostzijde een ommuurde tuin. Het huis is omgeven door een 4,5 hectare groot park, dat op een schiereiland tussen de Maas en de Hoge Weerd ligt (in feite ligt het landgoed in het winterbed van de rivier en is de Hoge Weerd de winterdijk). Aan de noordzijde van dit schiereiland ligt de Pietersplas (een grindgat) met de jachthaven Maastricht Marina. Aan de zuidzijde ligt de recreatieplas Oost-Maarland, die eveneens door grindwinning is ontstaan. In het park bevindt zich een monumentale beuk uit ca. 1825 met een omtrek van 6 m.

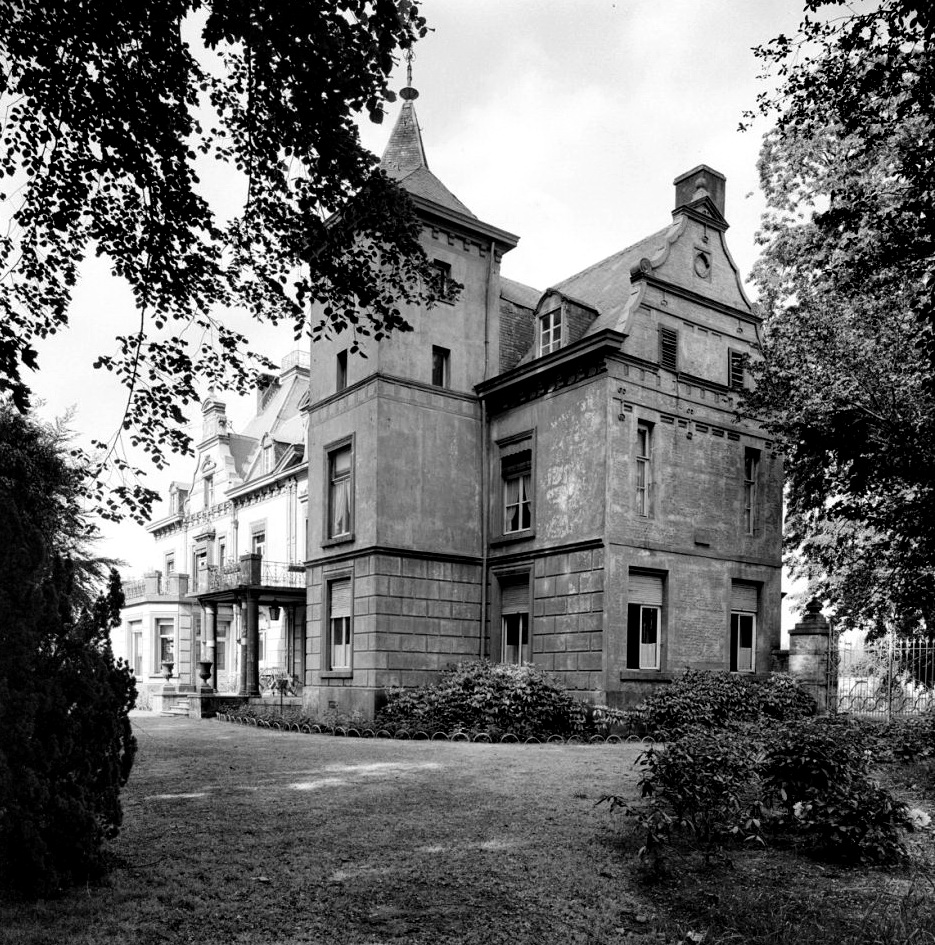
Zuidwest aanzicht, 1962
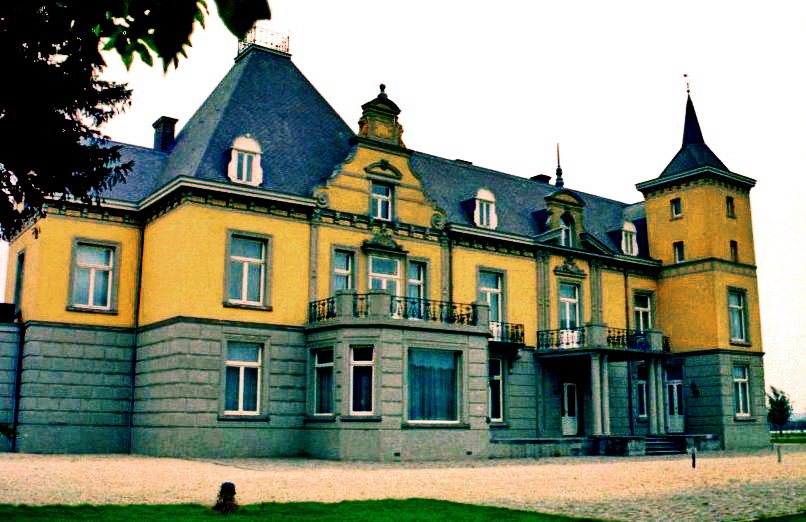
Westgevel en traptoren, 2007
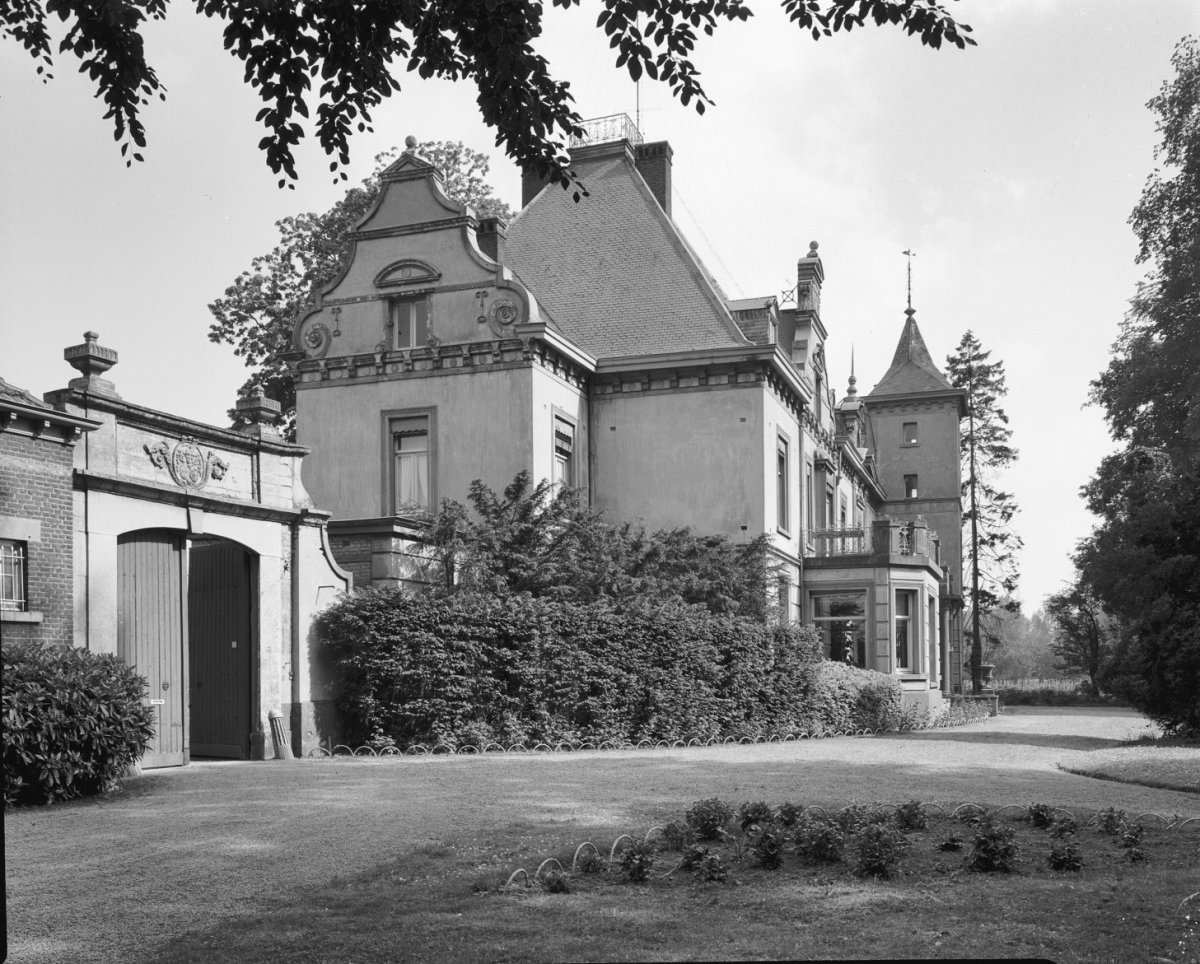
Poort en noordgevel, 1962
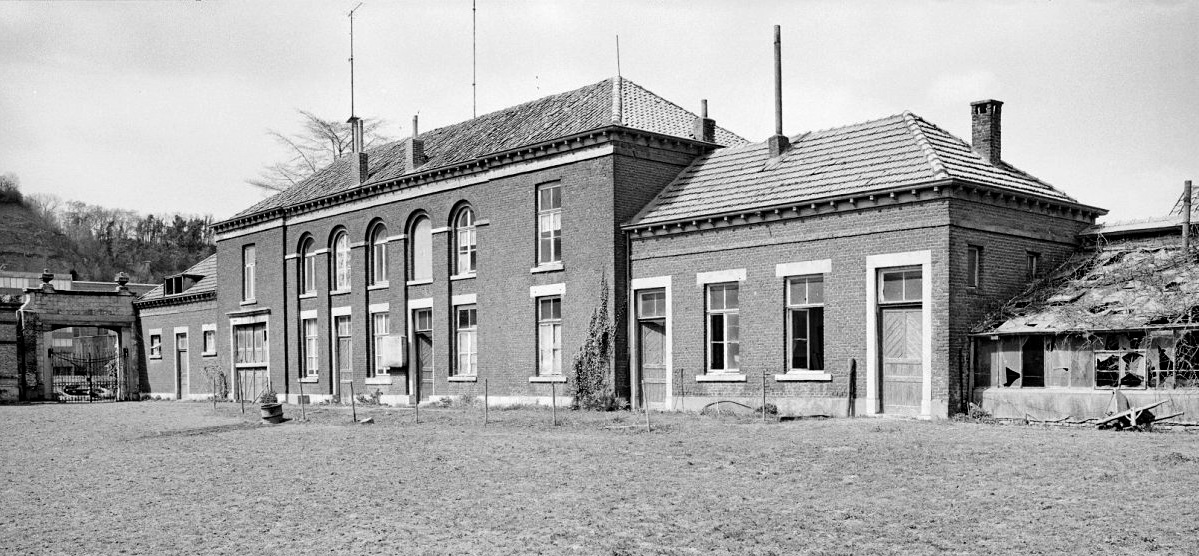
Bijgebouwen, 1976

### Interieur
Hoewel het interieur na het vertrek van de laatste bewoner in 1969 en de brand in 1975 zwaar te lijden had, zijn er toch vrij veel authentieke elementen bewaard gebleven. Op de begane grond liggen twee grote zalen, waarvan er een in gebruik is als feestzaal, en een voormalige kapel. Deze laatste heeft een fraai gestukadoord plafond in Lodewijk XV-stijl. Diverse schoorsteenmantels dateren eveneens uit de 18e eeuw. Eén schouw heeft een 17e-eeuwse houten mantel, die echter van elders afkomstig is. Enkele kamers bezitten gestukadoorde plafonds met ruitvormige patronen en supraportes met portretbustes in reliëf uit het eerste kwart van de 19e eeuw.

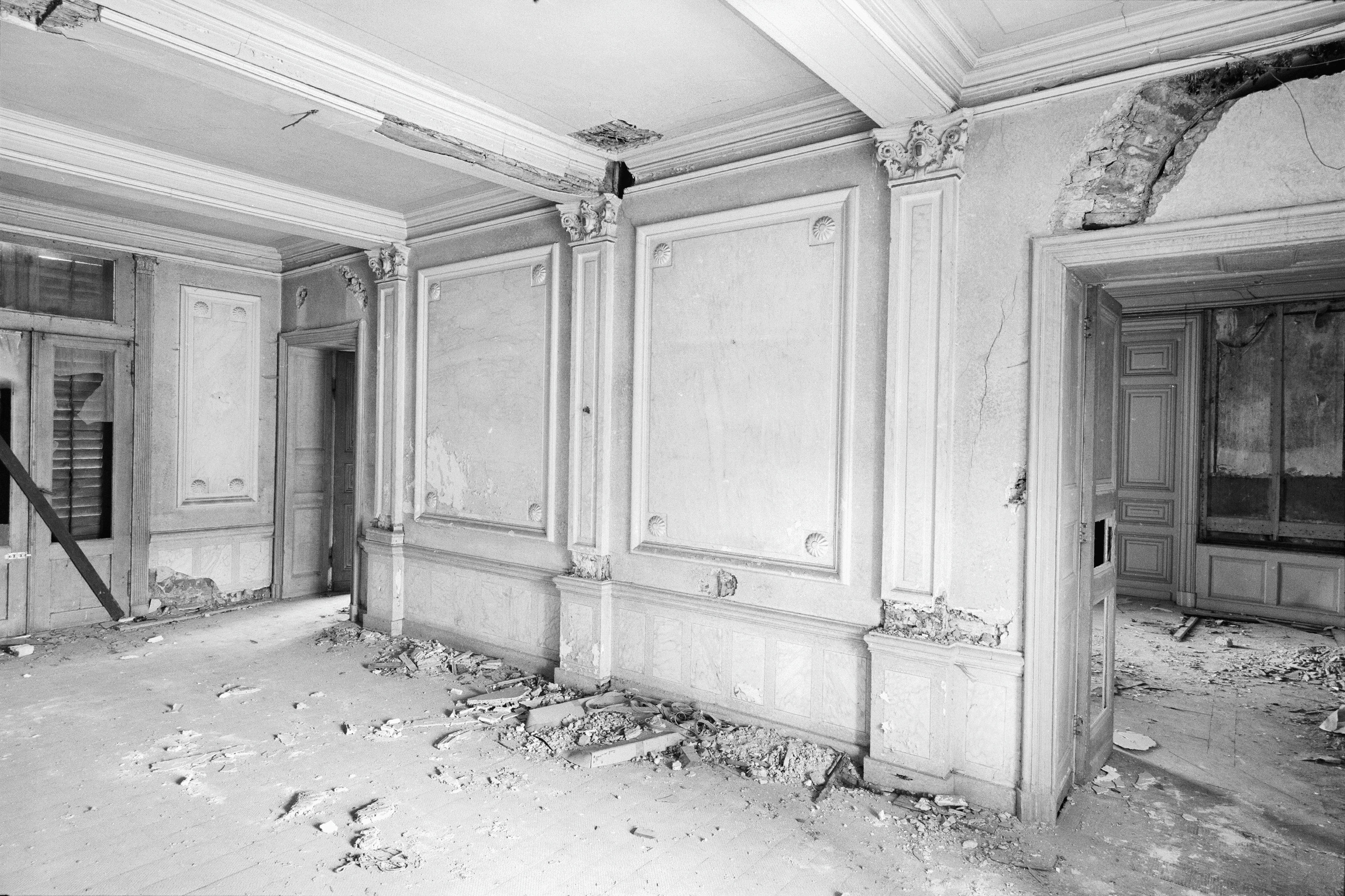
Feestzaal in 1976
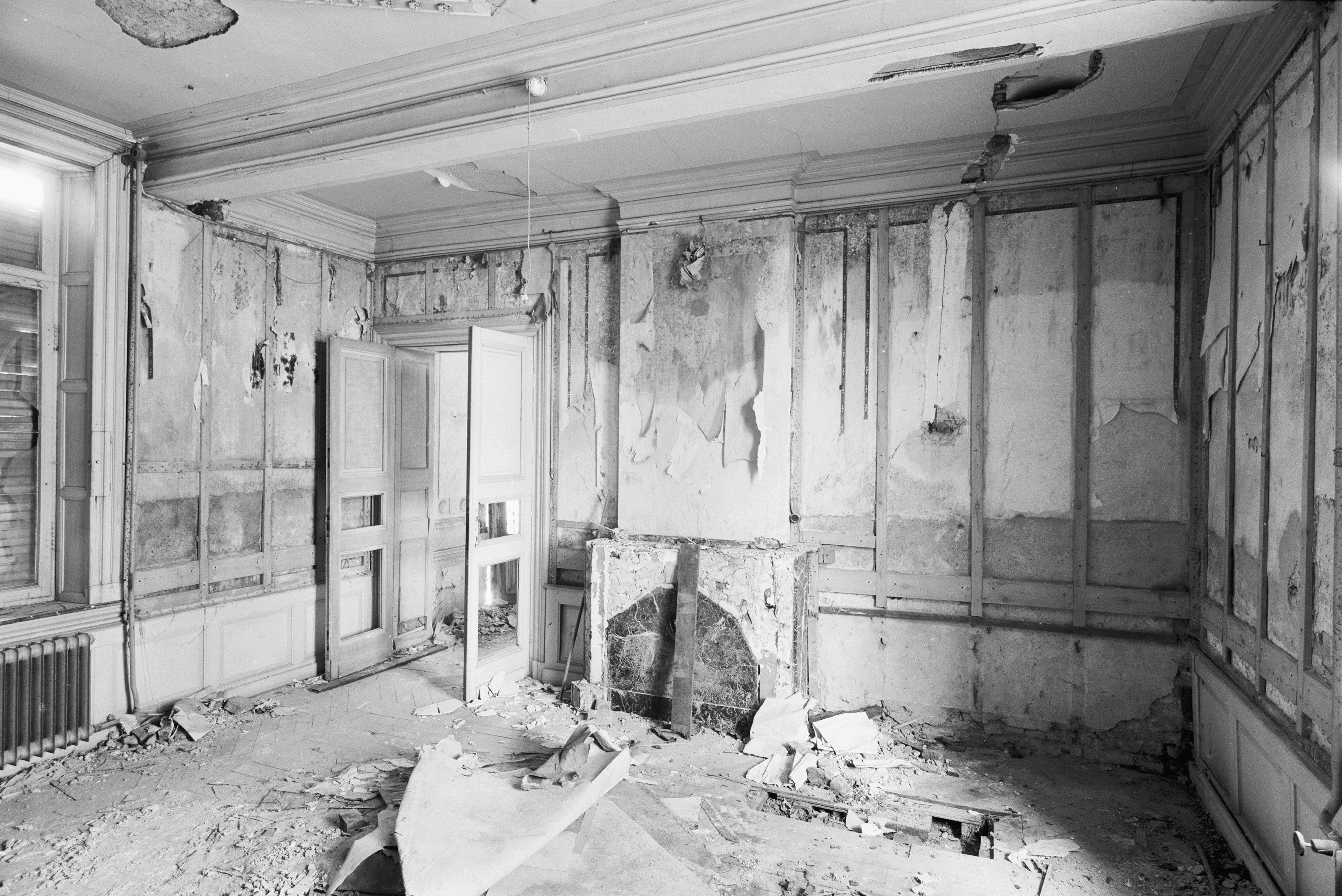
Kleine salon, 1976
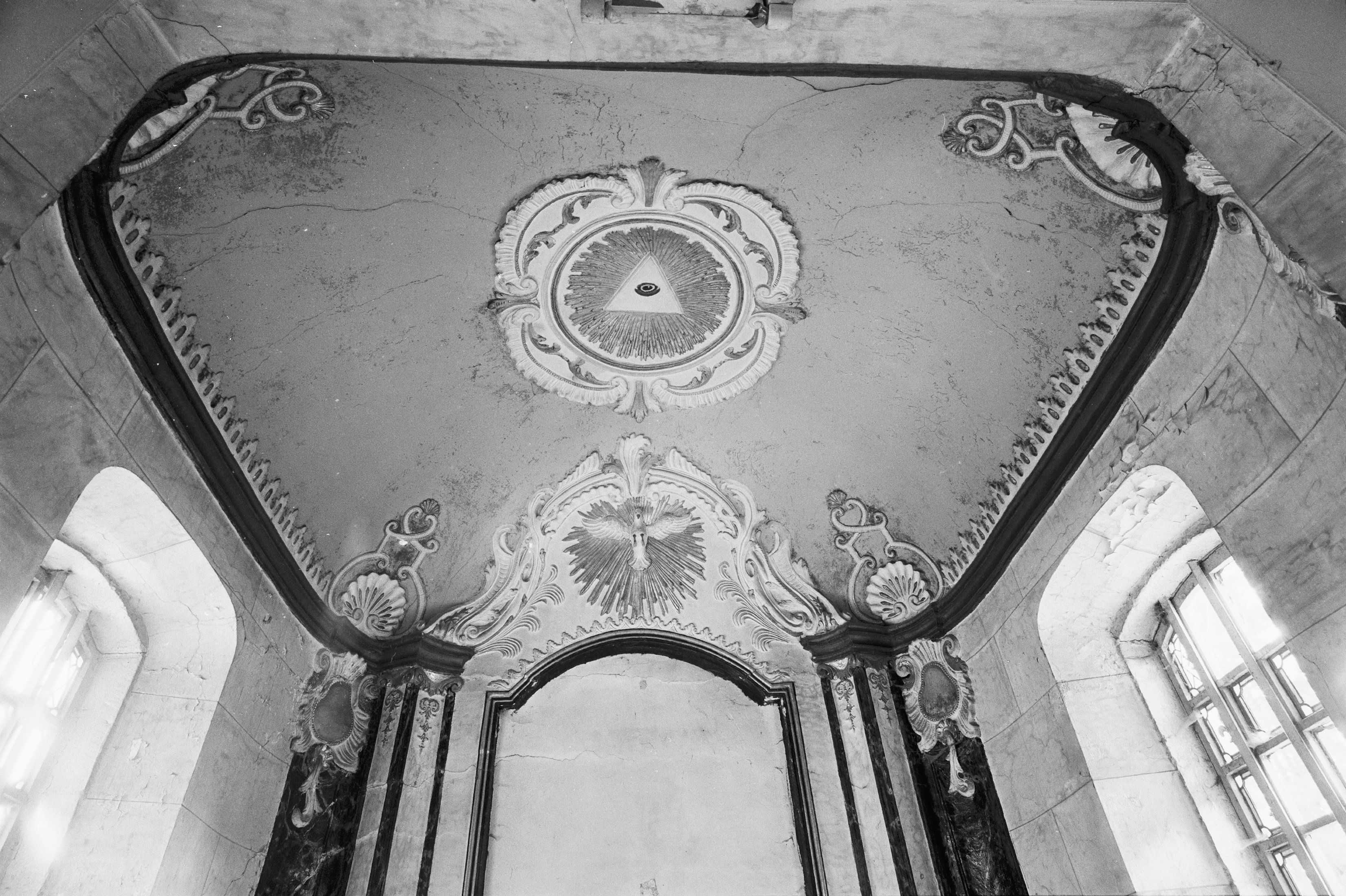
Stucplafond kapel, 1976
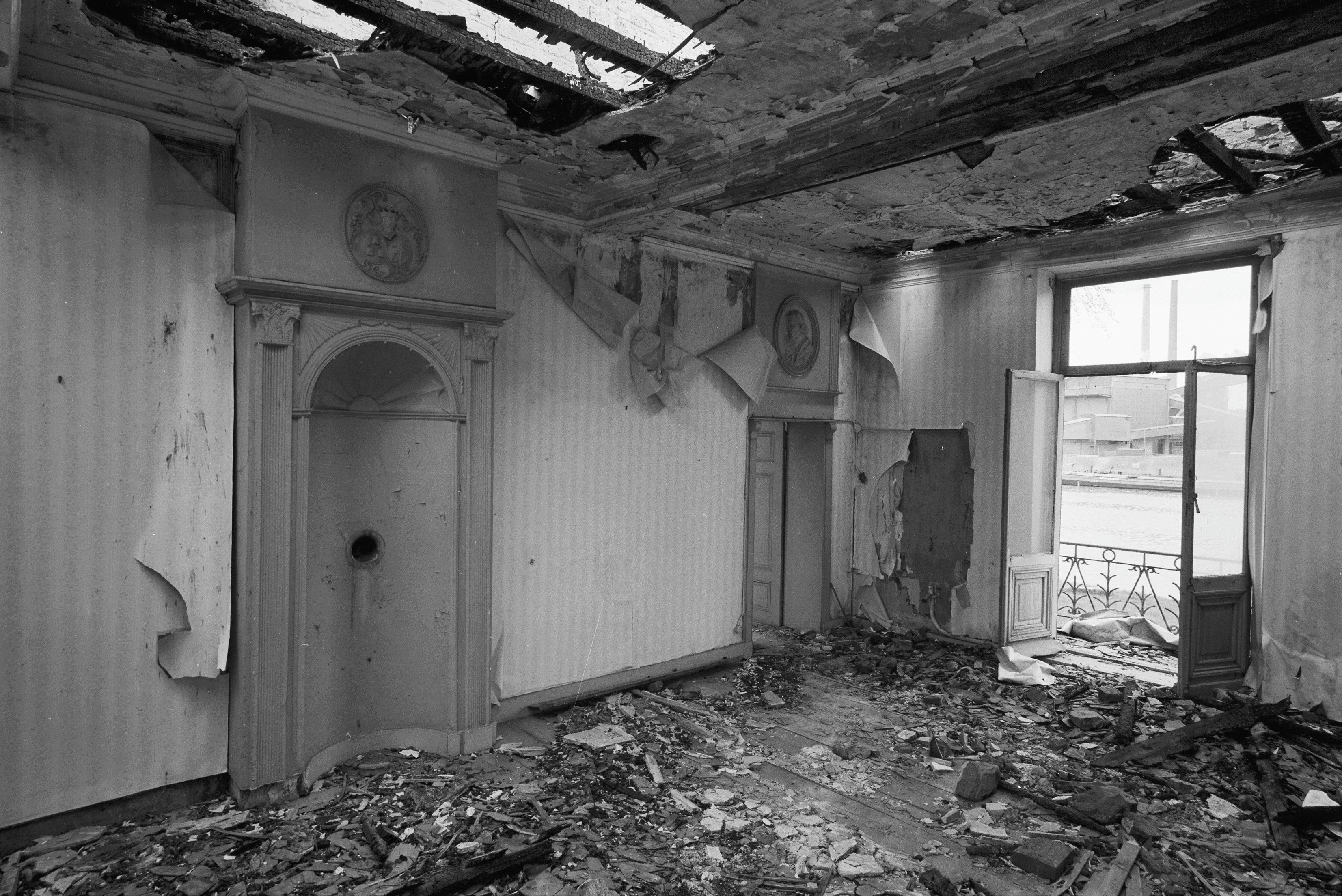
Slaapkamer, 1976